# Na starcie (serial telewizyjny 2001)
Na starcie (ang. First Years) – amerykański serial telewizyjny, nadawany w 2001 przez stację NBC, a w Polsce wyemitowany przez stację TVP 1. Remake brytyjskiego serialu BBC Two This Life (1996–1997). Powstało dziewięć sześćdziesięciominutowych odcinków serialu.
Serial ukazuje życie piątki młodych prawników.

## Obsada
- Bruce Winant jako Bruce
- Kevin Connolly jako Joe
- Susanna Harter jako Lydia Walken
- Mackenzie Astin jako Warren Harrison
- Samantha Mathis jako Anna Weller
- Cathy Herd jako Alison Mitchel
- Kevin Weisman jako Richard Wad
- James Roday jako Edgar "Egg" Ross
- Eric Schaeffer jako Sam O'Donnell